# Rejanellus venustus
Rejanellus venustus là một loài nhện trong họ Thomisidae.
Loài này thuộc chi Rejanellus. Rejanellus venustus được Elizabeth Bangs Bryant miêu tả năm 1948.